# Paraxerus alexandri
Paraxerus alexandri is een zoogdier uit de familie van de eekhoorns (Sciuridae). De wetenschappelijke naam van de soort werd voor het eerst geldig gepubliceerd door Thomas & Wroughton in 1907.